# Жан, Фриц-Альфонс
Фриц-Альфонс Жан (фр. Fritz Alphonse Jean; род. 22 апреля 1956, Кап-Аитьен, Гаити) — гаитянский политический и государственный деятель, премьер-министр Гаити (26 февраля — 28 марта 2016), экономист, банкир
, управляющий Банка Республики Гаити с 1998 по 2001, прозаик, педагог. С 7 марта по 7 августа 2025 года — председатель Переходного президентского совета. С 25 апреля 2024 года — член Переходного президентского совета.

## Биография
Изучал экономику и математику в Соединённых Штатах, в Фордемском университете и Новой школе в Нью-Йорке. Вернулся на родину, где продолжил профессиональную карьеру.
Член партии Inite. В 1987—1991 годах — преподавал в Государственном университете Гаити в Порт-о-Пренсе . Позже занялся экономическим консультированием в государственном и частном секторах Гаити.
В 1996 году был назначен заместителем управляющего Банка Республики Гаити и занимал этот пост в течение двух лет. С февраля 1998 года управляющий Банка Республики Гаити. Один из основателей Гаитянской фондовой биржи.
С 2005 по 2009 год был деканом факультета социальных наук, экономики и политологии Университета Нотр-Дам Гаити.
С 2012 года — президент Торгово-промышленной палаты Гаити. В 2016 году в течение месяца занимал пост премьер-министра Гаити.
С 7 марта по 7 августа 2025 года — председатель Переходного президентского совета.